# 全国高等学校野球選手権大会 (青森県勢)
全国高等学校野球選手権大会における青森県勢の成績について記す。

## 大会結果
| 大会（開催年）        | 代表校                                         | 試合結果                                       | 試合結果                                       | 成績                                           |
| --------------------- | ---------------------------------------------- | ---------------------------------------------- | ---------------------------------------------- | ---------------------------------------------- |
| 第12回大会（1926年）  | 八戸中（奥羽・初出場）                         | 1回戦                                          | ● 2 - 4 東山中                                 | 初戦敗退                                       |
| 第13回大会（1927年）  | 青森師範（奥羽・初出場）                       | 1回戦                                          | ● 1 - 4 札幌一中（延長12回）                   | 初戦敗退                                       |
| 第14回大会（1928年）  | 八戸中（奥羽・2年ぶり2回目）                   | 1回戦                                          | ● 0 - 5 平安中                                 | 初戦敗退                                       |
| 第16回大会（1930年）  | 八戸中（奥羽・2年ぶり3回目）                   | 2回戦                                          | ● 1 - 6 諏訪蚕糸                               | 初戦敗退                                       |
| 第24回大会（1938年）  | 青森師範（奥羽・11年ぶり2回目）                | 2回戦                                          | ● 0 - 3 鳥取一中                               | 初戦敗退                                       |
| 第25回大会（1939年）  | 青森中（奥羽・初出場）                         | 2回戦                                          | ● 5 - 10 早稲田実                              | 初戦敗退                                       |
| 第30回大会（1948年）  | 青森（奥羽・9年ぶり2回目）                     | 2回戦                                          | ● 2 - 5 桐蔭                                   | 初戦敗退                                       |
| 第33回大会（1951年）  | 青森（奥羽・3年ぶり3回目）                     | 2回戦                                          | ● 3 - 11 県和歌山商                            | 初戦敗退                                       |
| 第40回大会（1958年）  | 東奥義塾（初出場）                             | 1回戦                                          | ● 1 - 6 高知商                                 | 初戦敗退                                       |
| 第42回大会（1960年）  | 青森（北奥羽・9年ぶり4回目）                   | 1回戦                                          | ○ 1 - 0 東北                                   | 2回戦                                          |
| 第42回大会（1960年）  | 青森（北奥羽・9年ぶり4回目）                   | 2回戦                                          | ● 0 - 1 大宮                                   | 2回戦                                          |
| 第44回大会（1962年）  | 青森一（北奥羽・初出場）                       | 1回戦                                          | ● 1 - 2 北海                                   | 初戦敗退                                       |
| 第45回大会（1963年）  | 東奥義塾（5年ぶり2回目）                       | 2回戦                                          | ○ 4x - 3 高知                                  | 3回戦                                          |
| 第45回大会（1963年）  | 東奥義塾（5年ぶり2回目）                       | 3回戦                                          | ● 1 - 3 今治西                                 | 3回戦                                          |
| 第47回大会（1965年）  | 八戸（北奥羽・35年ぶり4回目）                  | 1回戦                                          | ● 2 - 3 帯広三条                               | 初戦敗退                                       |
| 第49回大会（1967年）  | 東奥義塾（北奥羽・4年ぶり3回目）               | 1回戦                                          | ○ 3 - 1 四日市                                 | ベスト8                                        |
| 第49回大会（1967年）  | 東奥義塾（北奥羽・4年ぶり3回目）               | 2回戦                                          | ○ 2 - 0 報徳学園                               | ベスト8                                        |
| 第49回大会（1967年）  | 東奥義塾（北奥羽・4年ぶり3回目）               | 準々決勝                                       | ● 0 - 5 広陵                                   | ベスト8                                        |
| 第50回大会（1968年）  | 三沢（初出場）                                 | 1回戦                                          | ○ 7 - 0 鎮西                                   | 2回戦                                          |
| 第50回大会（1968年）  | 三沢（初出場）                                 | 2回戦                                          | ● 1 - 3 海星                                   | 2回戦                                          |
| 第51回大会（1969年）  | 三沢（北奥羽・2年連続2回目）                   | 1回戦                                          | ○ 3x - 2 大分商（延長10回）                    | 準優勝                                         |
| 第51回大会（1969年）  | 三沢（北奥羽・2年連続2回目）                   | 2回戦                                          | ○ 2 - 1 明星                                   | 準優勝                                         |
| 第51回大会（1969年）  | 三沢（北奥羽・2年連続2回目）                   | 準々決勝                                       | ○ 2 - 1 平安                                   | 準優勝                                         |
| 第51回大会（1969年）  | 三沢（北奥羽・2年連続2回目）                   | 準決勝                                         | ○ 3 - 2 玉島商                                 | 準優勝                                         |
| 第51回大会（1969年）  | 三沢（北奥羽・2年連続2回目）                   | 決勝                                           | △ 0 - 0 松山商（延長18回）                     | 準優勝                                         |
| 第51回大会（1969年）  | 三沢（北奥羽・2年連続2回目）                   | 決勝                                           | ● 2 - 4 松山商                                 | 準優勝                                         |
| 第52回大会（1970年）  | 五所川原農林（北奥羽・初出場）                 | 1回戦                                          | ● 0 - 4 岐阜短大付                             | 初戦敗退                                       |
| 第55回大会（1973年）  | 青森商（初出場）                               | 1回戦                                          | ● 0 - 6 天理                                   | 初戦敗退                                       |
| 第60回大会（1978年）  | 青森北（16年ぶり2回目）                        | 1回戦                                          | ● 4 - 8 熊本工大（延長10回）                   | 初戦敗退                                       |
| 第61回大会（1979年）  | 弘前実（初出場）                               | 1回戦                                          | ● 1 - 4 大分商                                 | 初戦敗退                                       |
| 第62回大会（1980年）  | 弘前工（初出場）                               | 1回戦                                          | ● 0 - 5 熊本工                                 | 初戦敗退                                       |
| 第63回大会（1981年）  | 東奥義塾（14年ぶり4回目）                      | 1回戦                                          | ● 0 - 5 鳥取西                                 | 初戦敗退                                       |
| 第64回大会（1982年）  | 木造（初出場）                                 | 1回戦                                          | ● 0 - 7 佐賀商                                 | 初戦敗退                                       |
| 第65回大会（1983年）  | 八戸工大一（初出場）                           | 1回戦                                          | ● 2 - 8 中津工                                 | 初戦敗退                                       |
| 第66回大会（1984年）  | 弘前実（5年ぶり2回目）                         | 2回戦                                          | ● 0 - 9 唐津商                                 | 初戦敗退                                       |
| 第67回大会（1985年）  | 八戸（20年ぶり5回目）                          | 2回戦                                          | ● 0 - 3 川之江                                 | 初戦敗退                                       |
| 第68回大会（1986年）  | 三沢商（初出場）                               | 1回戦                                          | ● 0 - 7 甲西                                   | 初戦敗退                                       |
| 第69回大会（1987年）  | 八戸工大一（4年ぶり2回目）                     | 1回戦                                          | ● 4 - 5x 池田                                  | 初戦敗退                                       |
| 第70回大会（1988年）  | 弘前工（8年ぶり2回目）                         | 1回戦                                          | ● 4 - 8 宮崎南                                 | 初戦敗退                                       |
| 第71回大会（1989年）  | 弘前工（2年連続3回目）                         | 2回戦                                          | ○ 5 - 1 石川                                   | 3回戦                                          |
| 第71回大会（1989年）  | 弘前工（2年連続3回目）                         | 3回戦                                          | ● 1 - 2 仙台育英                               | 3回戦                                          |
| 第72回大会（1990年）  | 八戸工大一（3年ぶり3回目）                     | 1回戦                                          | ● 2 - 3x 境                                    | 初戦敗退                                       |
| 第73回大会（1991年）  | 弘前実（7年ぶり3回目）                         | 1回戦                                          | ○ 6 - 2 川之江                                 | 2回戦                                          |
| 第73回大会（1991年）  | 弘前実（7年ぶり3回目）                         | 2回戦                                          | ● 4 - 13 池田                                  | 2回戦                                          |
| 第74回大会（1992年）  | 弘前実（2年連続4回目）                         | 2回戦                                          | ● 1 - 8 池田                                   | 初戦敗退                                       |
| 第75回大会（1993年）  | 青森山田（初出場）                             | 1回戦                                          | ● 1 - 9 近大付                                 | 初戦敗退                                       |
| 第76回大会（1994年）  | 八戸（9年ぶり6回目）                           | 1回戦                                          | ● 0 - 4 関西                                   | 初戦敗退                                       |
| 第77回大会（1995年）  | 青森山田（2年ぶり2回目）                       | 2回戦                                          | ○ 7x - 6 尼崎北（延長13回）                    | 3回戦                                          |
| 第77回大会（1995年）  | 青森山田（2年ぶり2回目）                       | 3回戦                                          | ● 2 - 5 智弁学園                               | 3回戦                                          |
| 第78回大会（1996年）  | 弘前実（4年ぶり5回目）                         | 1回戦                                          | ● 0 - 6 福井商                                 | 初戦敗退                                       |
| 第79回大会（1997年）  | 光星学院（初出場）                             | 1回戦                                          | ● 9 - 10x 佐賀商                               | 初戦敗退                                       |
| 第80回大会（1998年）  | 八戸工大一（8年ぶり4回目）                     | 1回戦                                          | ● 0 - 4 鹿児島実                               | 初戦敗退                                       |
| 第81回大会（1999年）  | 青森山田（4年ぶり3回目）                       | 1回戦                                          | ○ 3 - 2 九州学院                               | ベスト8                                        |
| 第81回大会（1999年）  | 青森山田（4年ぶり3回目）                       | 2回戦                                          | ○ 9 - 3 東福岡                                 | ベスト8                                        |
| 第81回大会（1999年）  | 青森山田（4年ぶり3回目）                       | 3回戦                                          | ○ 7 - 4 日田林工（延長11回）                   | ベスト8                                        |
| 第81回大会（1999年）  | 青森山田（4年ぶり3回目）                       | 準々決勝                                       | ● 0 - 4 樟南                                   | ベスト8                                        |
| 第82回大会（2000年）  | 光星学院（3年ぶり2回目）                       | 2回戦                                          | ○ 10 - 8 丹原                                  | ベスト4                                        |
| 第82回大会（2000年）  | 光星学院（3年ぶり2回目）                       | 3回戦                                          | ○ 4 - 3 九州学院                               | ベスト4                                        |
| 第82回大会（2000年）  | 光星学院（3年ぶり2回目）                       | 準々決勝                                       | ○ 2 - 1 樟南                                   | ベスト4                                        |
| 第82回大会（2000年）  | 光星学院（3年ぶり2回目）                       | 準決勝                                         | ● 5 - 7 智弁和歌山                             | ベスト4                                        |
| 第83回大会（2001年）  | 光星学院（2年連続3回目）                       | 2回戦                                          | ○ 9 - 2 初芝橋本                               | ベスト8                                        |
| 第83回大会（2001年）  | 光星学院（2年連続3回目）                       | 3回戦                                          | ○ 3 - 2 神埼                                   | ベスト8                                        |
| 第83回大会（2001年）  | 光星学院（2年連続3回目）                       | 準々決勝                                       | ● 6 - 8 近江                                   | ベスト8                                        |
| 第84回大会（2002年）  | 青森山田（3年ぶり4回目）                       | 1回戦                                          | ○ 6 - 3 開星                                   | 2回戦                                          |
| 第84回大会（2002年）  | 青森山田（3年ぶり4回目）                       | 2回戦                                          | ● 3 - 9 明徳義塾                               | 2回戦                                          |
| 第85回大会（2003年）  | 光星学院（2年ぶり4回目）                       | 1回戦                                          | ○ 6 - 3 必由館                                 | ベスト8                                        |
| 第85回大会（2003年）  | 光星学院（2年ぶり4回目）                       | 2回戦                                          | ○ 3 - 1 木更津総合                             | ベスト8                                        |
| 第85回大会（2003年）  | 光星学院（2年ぶり4回目）                       | 3回戦                                          | ○ 2 - 0 倉敷工                                 | ベスト8                                        |
| 第85回大会（2003年）  | 光星学院（2年ぶり4回目）                       | 準々決勝                                       | ● 1 - 2 東北                                   | ベスト8                                        |
| 第86回大会（2004年）  | 青森山田（2年ぶり5回目）                       | 1回戦                                          | ● 3 - 4x 天理（延長12回）                      | 初戦敗退                                       |
| 第87回大会（2005年）  | 青森山田（2年連続6回目）                       | 1回戦                                          | ○ 7 - 5 智弁和歌山                             | 3回戦                                          |
| 第87回大会（2005年）  | 青森山田（2年連続6回目）                       | 2回戦                                          | ○ 3 - 0 国士舘                                 | 3回戦                                          |
| 第87回大会（2005年）  | 青森山田（2年連続6回目）                       | 3回戦                                          | ● 2 - 4 東北                                   | 3回戦                                          |
| 第88回大会（2006年）  | 青森山田（3年連続7回目）                       | 2回戦                                          | ○ 7 - 0 延岡学園                               | 3回戦                                          |
| 第88回大会（2006年）  | 青森山田（3年連続7回目）                       | 3回戦                                          | ● 9 - 10x 駒大苫小牧                           | 3回戦                                          |
| 第89回大会（2007年）  | 青森山田（4年連続8回目）                       | 1回戦                                          | ○ 5 - 0 報徳学園                               | 2回戦                                          |
| 第89回大会（2007年）  | 青森山田（4年連続8回目）                       | 2回戦                                          | ● 4 - 6 聖光学院                               | 2回戦                                          |
| 第90回大会（2008年）  | 青森山田（5年連続9回目）                       | 1回戦                                          | ○ 2 - 1 日本航空                               | 3回戦                                          |
| 第90回大会（2008年）  | 青森山田（5年連続9回目）                       | 2回戦                                          | ○ 4 - 0 本庄一                                 | 3回戦                                          |
| 第90回大会（2008年）  | 青森山田（5年連続9回目）                       | 3回戦                                          | ● 0 - 2 慶応                                   | 3回戦                                          |
| 第91回大会（2009年）  | 青森山田（6年連続10回目）                      | 2回戦                                          | ● 1 - 2 東農大二（延長10回）                   | 初戦敗退                                       |
| 第92回大会（2010年）  | 八戸工大一（12年ぶり5回目）                    | 1回戦                                          | ○ 8 - 4 英明                                   | 2回戦                                          |
| 第92回大会（2010年）  | 八戸工大一（12年ぶり5回目）                    | 2回戦                                          | ● 2 - 10 成田                                  | 2回戦                                          |
| 第93回大会（2011年）  | 光星学院（8年ぶり5回目）                       | 2回戦                                          | ○ 16 - 1 専大玉名                              | 準優勝                                         |
| 第93回大会（2011年）  | 光星学院（8年ぶり5回目）                       | 3回戦                                          | ○ 6 - 5 徳島商                                 | 準優勝                                         |
| 第93回大会（2011年）  | 光星学院（8年ぶり5回目）                       | 準々決勝                                       | ○ 2 - 1 東洋大姫路                             | 準優勝                                         |
| 第93回大会（2011年）  | 光星学院（8年ぶり5回目）                       | 準決勝                                         | ○ 5 - 0 作新学院                               | 準優勝                                         |
| 第93回大会（2011年）  | 光星学院（8年ぶり5回目）                       | 決勝                                           | ● 0 - 11 日大三                                | 準優勝                                         |
| 第94回大会（2012年）  | 光星学院（2年連続6回目）                       | 2回戦                                          | ○ 4 - 0 遊学館                                 | 準優勝                                         |
| 第94回大会（2012年）  | 光星学院（2年連続6回目）                       | 3回戦                                          | ○ 9 - 4 神村学園                               | 準優勝                                         |
| 第94回大会（2012年）  | 光星学院（2年連続6回目）                       | 準々決勝                                       | ○ 3 - 0 桐光学園                               | 準優勝                                         |
| 第94回大会（2012年）  | 光星学院（2年連続6回目）                       | 準決勝                                         | ○ 9 - 3 東海大甲府                             | 準優勝                                         |
| 第94回大会（2012年）  | 光星学院（2年連続6回目）                       | 決勝                                           | ● 0 - 3 大阪桐蔭                               | 準優勝                                         |
| 第95回大会（2013年）  | 弘前学院聖愛（初出場）                         | 1回戦                                          | ○ 6 - 0 玉野光南                               | 3回戦                                          |
| 第95回大会（2013年）  | 弘前学院聖愛（初出場）                         | 2回戦                                          | ○ 4 - 3 沖縄尚学                               | 3回戦                                          |
| 第95回大会（2013年）  | 弘前学院聖愛（初出場）                         | 3回戦                                          | ● 0 - 10 延岡学園                              | 3回戦                                          |
| 第96回大会（2014年）  | 八戸学院光星（2年ぶり7回目）                   | 2回戦                                          | ○ 4 - 2 武修館                                 | ベスト8                                        |
| 第96回大会（2014年）  | 八戸学院光星（2年ぶり7回目）                   | 3回戦                                          | ○ 5 - 1 星稜（延長10回）                       | ベスト8                                        |
| 第96回大会（2014年）  | 八戸学院光星（2年ぶり7回目）                   | 準々決勝                                       | ● 2 - 7 敦賀気比                               | ベスト8                                        |
| 第97回大会（2015年）  | 三沢商（29年ぶり2回目）                        | 2回戦                                          | ● 3 - 15 花咲徳栄                              | 初戦敗退                                       |
| 第98回大会（2016年）  | 八戸学院光星（2年ぶり8回目）                   | 1回戦                                          | ○ 5 - 4 市尼崎（延長10回）                     | 2回戦                                          |
| 第98回大会（2016年）  | 八戸学院光星（2年ぶり8回目）                   | 2回戦                                          | ● 9 - 10x 東邦                                 | 2回戦                                          |
| 第99回大会（2017年）  | 青森山田（8年ぶり11回目）                      | 2回戦                                          | ○ 6 - 3 彦根東                                 | 3回戦                                          |
| 第99回大会（2017年）  | 青森山田（8年ぶり11回目）                      | 3回戦                                          | ● 1 - 9 東海大菅生                             | 3回戦                                          |
| 第100回大会（2018年） | 八戸学院光星（2年ぶり9回目）                   | 1回戦                                          | ○ 9 - 8 明石商（延長10回）                     | 2回戦                                          |
| 第100回大会（2018年） | 八戸学院光星（2年ぶり9回目）                   | 2回戦                                          | ● 1 - 14 龍谷大平安                            | 2回戦                                          |
| 第101回大会（2019年） | 八戸学院光星（2年連続10回目）                  | 1回戦                                          | ○ 9 - 0 誉                                     | ベスト8                                        |
| 第101回大会（2019年） | 八戸学院光星（2年連続10回目）                  | 2回戦                                          | ○ 10 - 8 智弁学園                              | ベスト8                                        |
| 第101回大会（2019年） | 八戸学院光星（2年連続10回目）                  | 3回戦                                          | ○ 7x - 6 海星                                  | ベスト8                                        |
| 第101回大会（2019年） | 八戸学院光星（2年連続10回目）                  | 準々決勝                                       | ● 6 - 7 明石商                                 | ベスト8                                        |
| 第102回大会（2020年） | （新型コロナウイルス感染症流行による大会中止） | （新型コロナウイルス感染症流行による大会中止） | （新型コロナウイルス感染症流行による大会中止） | （新型コロナウイルス感染症流行による大会中止） |
| 第103回大会（2021年） | 弘前学院聖愛（8年ぶり2回目）                   | 2回戦                                          | ● 3 - 4 石見智翠館                             | 初戦敗退                                       |
| 第104回大会（2022年） | 八戸学院光星（3年ぶり11回目）                  | 1回戦                                          | ○ 7 - 3 創志学園                               | 2回戦                                          |
| 第104回大会（2022年） | 八戸学院光星（3年ぶり11回目）                  | 2回戦                                          | ● 5 - 6x 愛工大名電（延長10回）                | 2回戦                                          |
| 第105回大会（2023年） | 八戸学院光星（2年連続12回目）                  | 2回戦                                          | ○ 7 - 0 ノースアジア大明桜                     | ベスト8                                        |
| 第105回大会（2023年） | 八戸学院光星（2年連続12回目）                  | 3回戦                                          | ○ 6 - 3 文星芸大付                             | ベスト8                                        |
| 第105回大会（2023年） | 八戸学院光星（2年連続12回目）                  | 準々決勝                                       | ● 2 - 9 土浦日大                               | ベスト8                                        |
| 第106回大会（2024年） | 青森山田（7年ぶり12回目）                      | 2回戦                                          | ○ 9 - 1 長野日大                               | ベスト4                                        |
| 第106回大会（2024年） | 青森山田（7年ぶり12回目）                      | 3回戦                                          | ○ 5 - 0 石橋                                   | ベスト4                                        |
| 第106回大会（2024年） | 青森山田（7年ぶり12回目）                      | 準々決勝                                       | ○ 1 - 0 滋賀学園                               | ベスト4                                        |
| 第106回大会（2024年） | 青森山田（7年ぶり12回目）                      | 準決勝                                         | ● 2 - 3 京都国際                               | ベスト4                                        |
| 第107回大会（2025年） | 弘前学院聖愛（4年ぶり3回目）                   | 1回戦                                          | ● 3 - 4 西日本短大付(延長10回TB)               | 初戦敗退                                       |

## 通算成績
| 出場 | 試合 | 勝利 | 敗戦 | 引分 | 勝率 | 優勝 | 準優勝 | ベスト4 | ベスト8 |
| ---- | ---- | ---- | ---- | ---- | ---- | ---- | ------ | ------- | ------- |
| 65   | 121  | 55   | 65   | 1    | .458 | 0    | 3      | 2       | 7       |

## 学校別成績
| 校名         | 出場 | 勝敗      | 直近出場 | 最高成績 | 前身校   |
| ------------ | ---- | --------- | -------- | -------- | -------- |
| 八戸学院光星 | 12回 | 26勝12敗  | 2023年   | 準優勝   | 光星学院 |
| 青森山田     | 12回 | 15勝12敗  | 2024年   | ベスト4  |          |
| 八戸         | 6回  | 0勝6敗    | 1994年   | 初戦敗退 | 八戸中   |
| 弘前実       | 5回  | 1勝5敗    | 1996年   | 2回戦    |          |
| 八戸工大一   | 5回  | 1勝5敗    | 2010年   | 2回戦    |          |
| 東奥義塾     | 4回  | 3勝4敗    | 1981年   | ベスト8  |          |
| 青森         | 4回  | 1勝4敗    | 1960年   | 2回戦    | 青森中   |
| 弘前学院聖愛 | 3回  | 2勝3敗    | 2025年   | 3回戦    |          |
| 弘前工       | 3回  | 1勝3敗    | 1989年   | 3回戦    |          |
| 三沢         | 2回  | 5勝2敗1分 | 1969年   | 準優勝   |          |
| 青森師範     | 2回  | 0勝2敗    | 1938年   | 初戦敗退 |          |
| 青森北       | 2回  | 0勝2敗    | 1978年   | 初戦敗退 | 青森一   |
| 三沢商       | 2回  | 0勝2敗    | 2015年   | 初戦敗退 |          |
| 五所川原農林 | 1回  | 0勝1敗    | 1970年   | 初戦敗退 |          |
| 青森商       | 1回  | 0勝1敗    | 1973年   | 初戦敗退 |          |
| 木造         | 1回  | 0勝1敗    | 1982年   | 初戦敗退 |          |